# 吴付来
吴付来（1964年12月19日—），男，安徽安庆人，中共党员，曾任中国人民大学党委副书记、纪委书记。

## 生平
1985年毕业于安徽师范大学历史系，获历史学学士学位。1988年毕业于兰州大学历史系，获历史学硕士学位。2001年毕业于中国人民大学哲学系，获哲学博士学位。历任安徽师范大学助教、讲师、教研室主任，中国人民大学学校办公室副主任、党委宣传部副部长、哲学院副教授等。2007年调至中共中央办公厅工作，先后任中办法规室（局）核文处调研员、副处长，中办信息综合室四处处长、二处处长、副主任、副巡视员。2014年6月，任中国人民大学党委副书记。2016年7月，任中国人民大学党委副书记、纪委书记。2022年2月，任国家监委驻中国人民大学监察专员。

## 学术贡献
主持参加中央马工程委托重大攻关项目、国家社科基金重点项目、教育部哲学社会科学重大课题攻关项目等省部级以上项目十余项，发表论文四十余篇。主编《当代中国社会道德理论与实践研究丛书》、《中国共产党思想道德建设史》等著作，出版《义命论》、《中国共产党思想道德建设史略》、《信用伦理研究》等著作、教材二十多部。

## 社会兼职
国务院学位委员会纪检监察学学科评议组成员，中国历史唯物主义学会副会长。